# Шевченкове (Криворізький район)
Шевче́нкове — село в Україні, Криворізькому районі Дніпропетровської області.
Орган місцевого самоврядування — Широківська сільська рада. Населення — 153 мешканці.

## Географія
Село Шевченкове знаходиться на відстані 1 км від села Надеждівка, за 1,5 км від сіл Романівка і Вільний Посад. По селу протікає пересихаючий струмок з загатою. Поруч проходить залізниця, станція Пічугіно за 2 км.

## Населення

### Мова
Розподіл населення за рідною мовою за даними перепису 2001 року:
| Мова       | Відсоток |
| ---------- | -------- |
| українська | 98,0 %   |
| російська  | 2,0 %    |

## Персоналії
- Андрющенко Надія Іванівна (1924—2018) — майстриня вирощування високих урожаїв зернових і фруктів, Герой Соціалістичної Праці (1949).
- Столярчук Марія Андріївна (1921—2009) — українська радянська колгоспниця, ланкова колгоспу «Кривбуд» Криворізького району Дніпропетровської області Української РСР. Ударниця перших п'ятирічок, переможниця соціалістичних змагань. Герой Соціалістичної Праці (1949).